# Afroeme fusca
Afroeme fusca là một loài bọ cánh cứng trong họ Cerambycidae.